# 阿雷维尔
阿雷维尔（法語：Haréville，法語發音：[aʁevil] ⓘ）是法国大東部大區孚日省的一个市镇，属于讷沙托区。

## 地理
阿雷维尔（48°12'21"N, 6°0'1"E）面积6.56 平方千米，位于法国大東部大區孚日省，该省份为法国东北部内陆省份，北起默兹省和默尔特-摩泽尔省，西接上马恩省，南至上索恩省和贝尔福地区省，东临上莱茵省和下莱茵省。
与阿雷维尔接壤的市镇（或旧市镇、城区）包括：蒙蒂勒勒塞克、拉讷沃维尔-苏蒙福尔、勒蒙库尔、泰苏蒙福尔、瓦勒鲁瓦勒塞克、维泰勒。

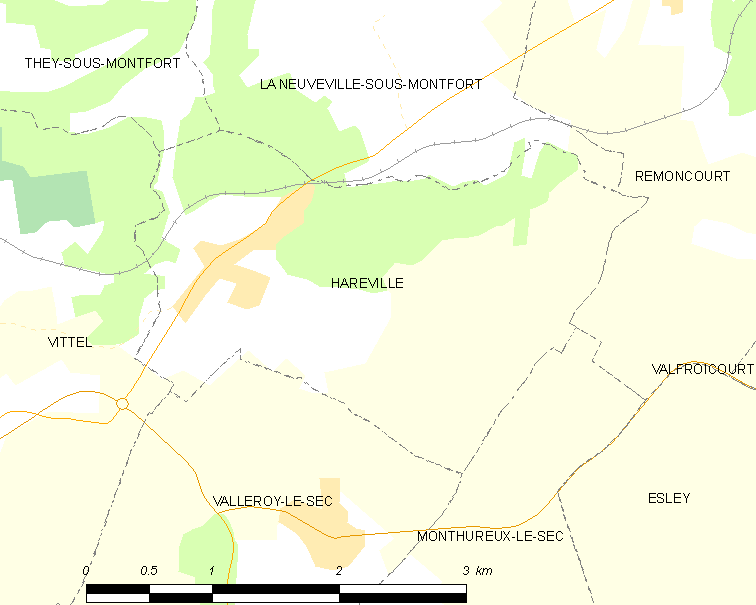
阿雷维尔的OSM定位图

阿雷维尔的时区为UTC+01:00、UTC+02:00（夏令时）。

## 行政
阿雷维尔的邮政编码为88800，INSEE市镇编码为88231。

## 政治
阿雷维尔所属的省级选区为维泰勒县。

## 人口

1962-2008年间阿雷维尔人口变化图示

阿雷维尔于2022年1月1日时的人口数量为470人。